# Olsynium
Olsynium es un género de plantas herbáceas, perennes, bulbosas y cespitosas perteneciente a la familia Iridaceae. El género comprende 15 especies, de las cuales sólo una  es oriunda del oeste de Norteamérica y las restantes se distribuyen por Sudamérica hasta la Patagonia e Islas Malvinas. Las especies de este género han sido frecuentemente incluidas en el género afín Sisyrinchium. 

## Descripción
Son plantas perennes, herbáceas, bulbosas, de hábito cespitoso de crecimiento, que llegan a medir 1 a 4 dm de altura. Presentan hojas lineares de 4 a 30 cm de largo y 1 a 3 mm de ancho. Las flores, pequeñas, menores  a 1 cm de diámetro,  tiene forma de campana, son actinomorfas, con 6 tépalos púrpuras o magentas, ocasionalmente rosados o blancos. Los tres estambres están dispuestos simétricamente con sus filamentos connados hasta la mitad de su largo. El ovario es ínfero, el estilo tiene 3 ramas filiformes y cortas que se extienden entre las anteras. Las flores se hallan dispuestas en inflorescencias de 1 a 5 flores, protegidas por dos espatas verdes, foliosas, subiguales con el ápice en general agudo. El fruto es una cápsula globosa u ovoide con mucha semillas marrones y angulares. 
Las plantas de este género vegetan en otoño e invierno, florecen en primavera y permanecen en reposo durante el verano. Si se las cultiva a partir de semillas, pueden empezar  a florecer en el primer año. En Chile se las conoce como "Huilmo".

## Taxonomía
El listado de especies de Olsynium, con sus citas completas, sinónimos y subespecies, en el caso de que las hubiera, se provee a continuación:
- Olsynium acaule (Klatt) Goldblatt, Syst. Bot. 15: 508 (1990).
- Olsynium biflorum (Thunb.) Goldblatt, Syst. Bot. 15: 508 (1990).
- Olsynium bodenbenderi (Kurtz) Goldblatt, Syst. Bot. 15: 508 (1990).
- Olsynium chrysochromum J.M.Watson & A.R.Flores, Gayana, Bot. 51: 12 (1994). (sin: Olsynium luteum (Phil.) Goldblatt, Syst. Bot. 15: 508 (1990), nom. illeg.)
- Olsynium douglasii (A.Dietr.) E.P.Bicknell, Bull. Torrey Bot. Club 27: 237 (1900). 
  - Olsynium douglasii var. douglasii. (sin.: Olsynium grandiflorum Raf., New Fl. 1: 72 (1836), nom. superfl.; Olsynium inflatum Suksd., Werdenda 1: 8 (1923))
  - Olsynium douglasii var. inflatum (Suksd.) Cholewa & Douglass M.Hend., Madroño 38: 232 (1991).
- Olsynium filifolium (Gaudich.) Goldblatt, Syst. Bot. 15: 508 (1990).
- Olsynium frigidum (Poepp.) Goldblatt, Syst. Bot. 15: 508 (1990).
- Olsynium junceum (E.Mey. ex C.Presl) Goldblatt, Syst. Bot. 15: 508 (1990). (sin.: Olsynium argentinense (Hauman) Ravenna, Onira 6: 12 (2001))
  - Olsynium junceum subsp. colchaguense (Phil.) J.M.Watson & A.R.Flores, En: A.Hoffmann et al., Pl. Altoandinas Fl. Silvest. Chile: 240 (1998).
  - Olsynium junceum subsp. depauperatum (Phil.) R.A.Rodr. & Martic., Gayana, Bot. 57: 172 (2000 publ. 2001).
  - Olsynium junceum subsp. junceum.
- Olsynium lyckholmii (Dusén) Goldblatt, Syst. Bot. 15: 508 (1990).
- Olsynium nigricans (Phil.) R.A.Rodr. & Martic., Gayana, Bot. 49: 44 (1992).
- Olsynium obscurum (Cav.) Goldblatt, Syst. Bot. 15: 508 (1990).
- Olsynium philippii (Klatt) Goldblatt, Syst. Bot. 15: 508 (1990). 
  - Olsynium philippii subsp. illapelinum (Phil.) J.M.Watson & A.R.Flores. En.: A.Hoffmann et al., Pl. Altoandinas Fl. Silvest. Chile: 242 (1998).
- Olsynium porphyreum (Kraenzl.) Ravenna, Onira 5: 59 (2001).
- Olsynium scirpoideum (Poepp.) Goldblatt, Syst. Bot. 15: 508 (1990). 
  - Olsynium scirpoideum subsp. leucanthum (Colla) R.A.Rodr. & Martic., Gayana, Bot. 57: 172 (2000 publ. 2001).
  - Olsynium scirpoideum subsp. luridum (Ravenna) R.A.Rodr. & Martic., Gayana, Bot. 57: 172 (2000 publ. 2001).
  - Olsynium scirpoideum subsp. scirpeum (Phil.) R.A.Rodr. & Martic., Gayana, Bot. 57: 173 (2000 publ. 2001).
  - Olsynium scirpoideum subsp. scirpoideum.
- Olsynium trinerve (Baker) R.A.Rodr. & Martic., Gayana, Bot. 57: 173 (2000 publ. 2001).

La especie Olsynium luteum Raf. (Fl. Tellur. 4: 30 (1836)) se debe excluir del género ya que se trata, en realidad,  de Sisyrinchium californicum (Ker Gawl.) Dryand. (En.: W.T.Aiton, Hortus Kew. 4: 135 (1812)).